# Fernando Scanavaca
Antônio Fernando Scanavaca (Oriente, 26 de junho de 1954) é um engenheiro e político brasileiro filiado ao Republicanos.

## Vida pública
Iniciou sua vida política em 1996 quando foi eleito prefeito de Umuarama. Reeleito em 2000.
Na eleição de 2006 concorreu a deputado estadual, acabou eleito primeiro suplente da coligação, assumiu o mandato no final de 2008, após a renúncia de Edgar Bueno, eleito prefeito de Cascavel.
Na eleição de 2010, foi eleito deputado na ALEP com 48.369 votos. Em 2014 foi reeleito com 35.905 votos.
Deixou o Partido Democrático Trabalhista (PDT) em março de 2018 e ingressou no Podemos. Em 2024 filiou-se ao Republicanos.